# 1424

## Родени
- 31 октомври – Владислав III, крал на Полша и Унгария, велик княз на Литва